# Kapteyn c
Kapteyn c est une exoplanète en orbite autour de l'étoile de Kapteyn, dans la constellation australe du Peintre.
Elle a une masse d'environ ≥7,0 M⊕, un demi-grand axe de ~0,311 UA et une excentricité orbitale de 0,23±0,1. 

Elle est située dans la zone habitable de son étoile,. Elle est décrite par ses découvreurs comme étant une super-Terre froide.

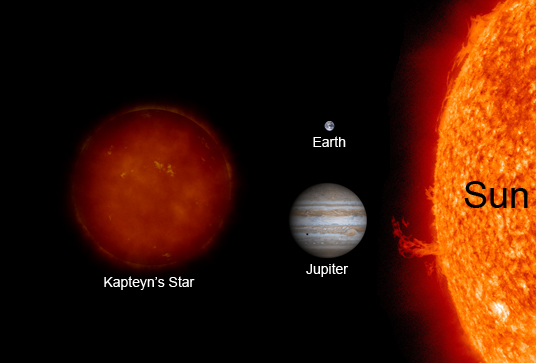
Comparaison entre l'étoile de Kapteyn avec le Soleil, Jupiter et la Terre.